# Messeturm
La Messeturm (in italiano Torre della Fiera) è un grattacielo situato a Francoforte sul Meno in Germania ed è stata la costruzione più alta d'Europa fino al 1997, quando venne superata dalla Commerzbank Tower, anch'essa a Francoforte. Sul vertice si staglia una struttura a forma di piramide, per alcuni espressione della massoneria.
Con un'altezza di 257 m, 63 piani e 62.000 metri quadrati di spazio per uffici, ospita il Centro direzionale della Credit Suisse, Goldman Sachs e Reuters. È stata commissionata da Tishman Speyer.

## Galleria d'immagini

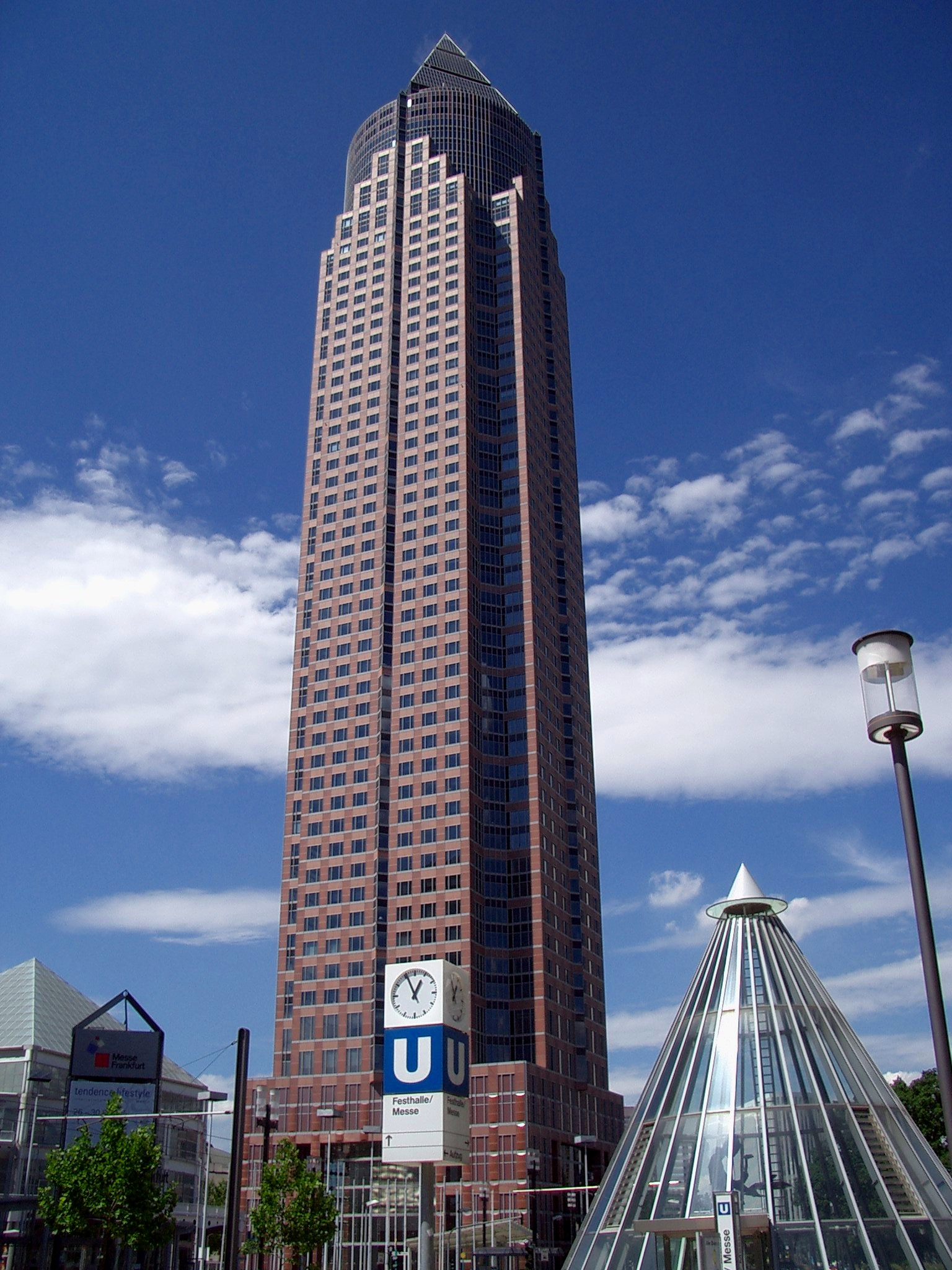
Messeturm
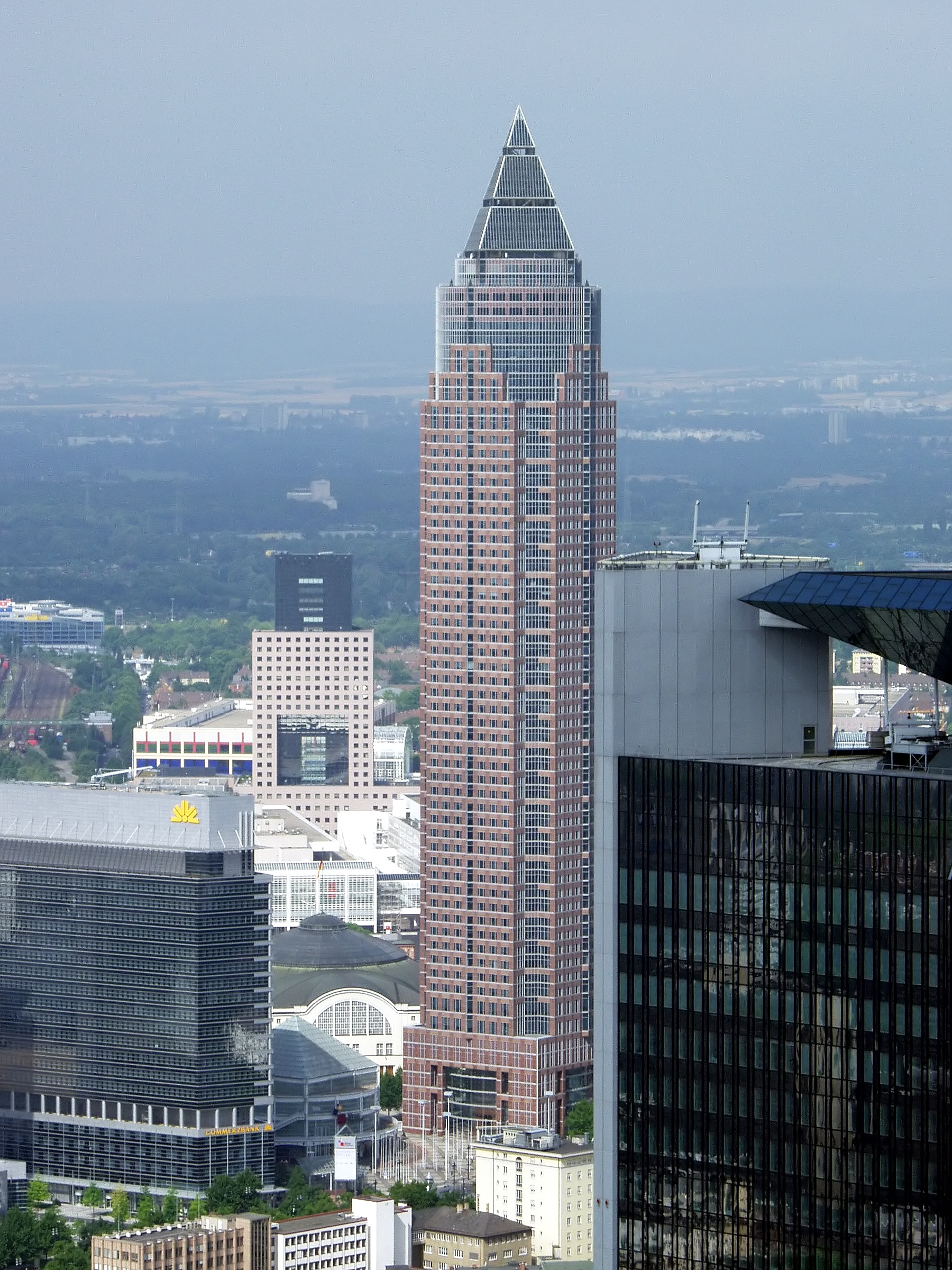
Messeturm